# Tour de l'Horloge (Lons-le-Saunier)
Pour les articles homonymes, voir Tour de l'Horloge.
La Tour de l'Horloge de Lons-le-Saunier ou Beffroi de Lons-le-Saunier est un beffroi et tour horloge du XVIIIe siècle de Lons-le-Saunier dans le Jura en Franche-Comté. Il est inscrit aux monuments historiques depuis 12 mai 1999.

## Historique
Au XVe siècle ce monument baptisé « porte de l'horloge » est une des porte de ville et tour de garde des remparts de Lons-le-Saunier. Cette porte donne accès à la ville fortifiée par la Grande Rue (actuelle rue du Commerce, avec ses 146 arcades). 

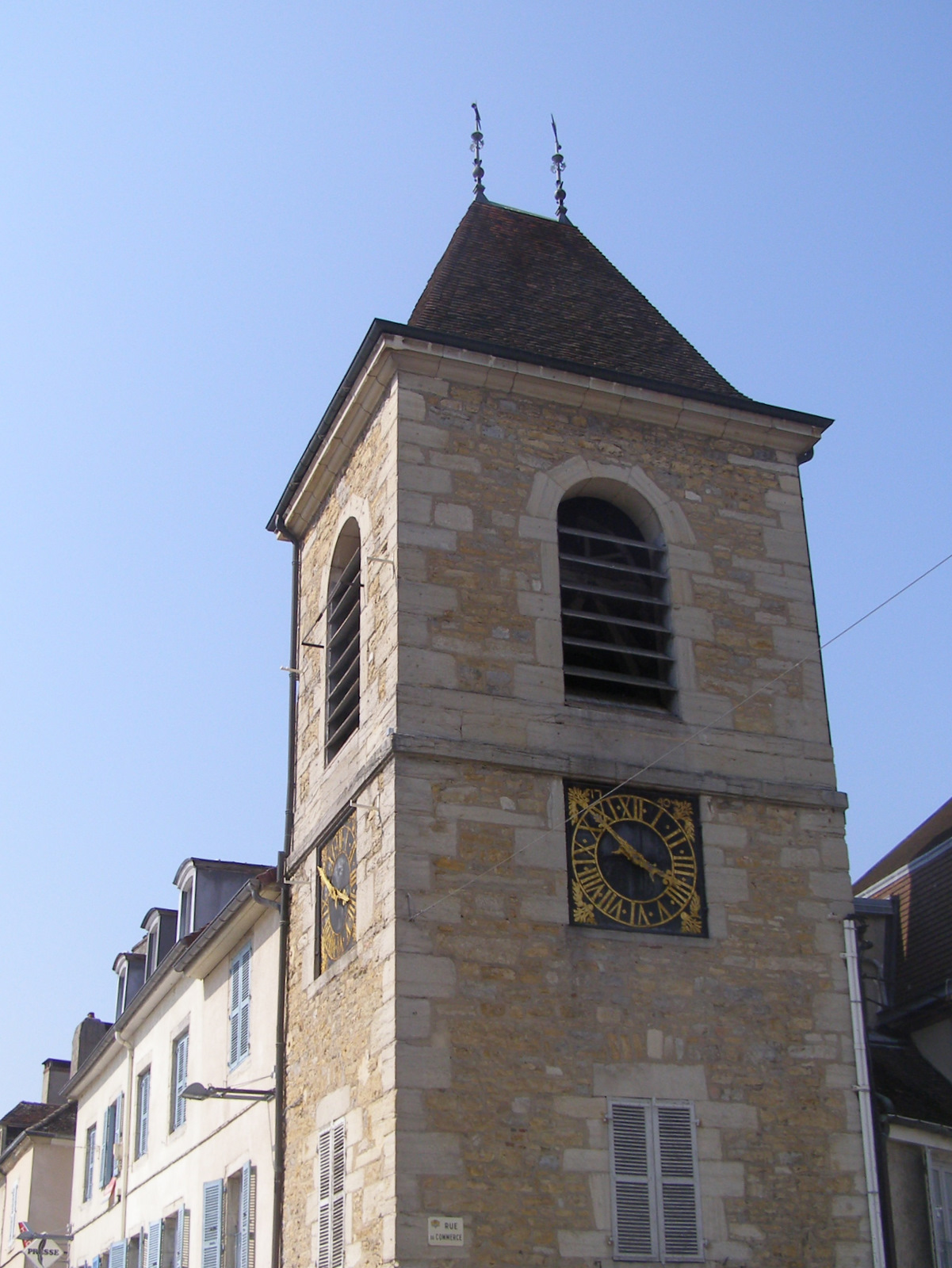
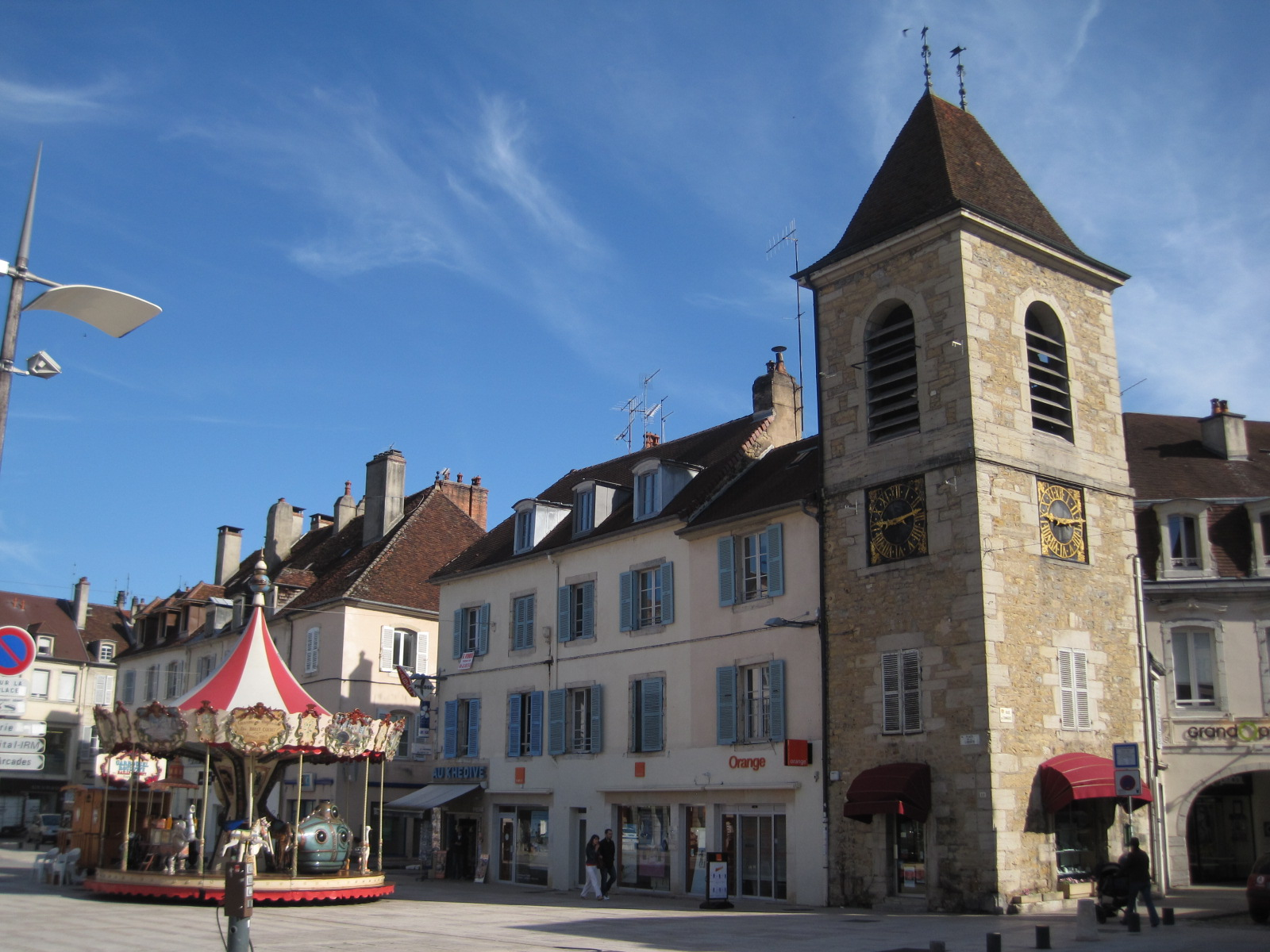
Beffroi de Lons-le-Saunier

En 1678 un beffroi de quatre étages avec son horloge et ses cadrans à chiffres romains est construit à la place de la tour de garde après le rattachement de la Franche-Comté à la France (guerre de Hollande et traité de Nimègue).
En 1758 le beffroi en ruine est déplacé et reconstruit sur le côté de la rue, 10 place Liberté. La cloche de l’édifice est fondue en 1810 à Lons-le-Saunier.
La tour est inscrite au titre des monuments historiques en 1999.